# Apollon Smyrnis FC
O Apollon Smyrni Football Club ou GS Apollon Smyrnis é um clube esportivo grego, sediado em Atenas, está na Gamma Ethniki
Foi fundado em Smyrna, em 1891, e é um dos mais antigos clubes desportivos na Grécia. Possui departamentos de futebol, basquetebol e voleibol.

## História
Apollon Esmirna foi fundado em 1891 por ex-membros do clube Orpheus (posteriormente Panionios), que havia sido fundado um ano antes. Entre os fundadores do Apollon estavam residentes proeminentes de Smyrna, como Chrysostomos de Smyrna e Vasilis Samios.
Aproximadamente no ano de 1893, o departamento de atletismo foi organizado. Os primeiros jogos da Smyrna aconteceram em 1894. Nestes jogos, os atletas do Apollon conseguiram diversas vitórias, sendo o atleta mais vitorioso Theologos Anastasogloy, que depois se tornou campeão olímpico; ele era provavelmente o melhor atleta de Apollon. Os Jogos foram sempre organizado por fãs de esportes ingleses de Bornova até 1903, com a presença da Associação de Ginástica Apollon Smyrnis.